# کالدول (آیداهو)
کالدول (به انگلیسی: Caldwell) شهری در شهرستان کانیون ایالت آیداهو است که جمعیت آن در سرشماری سال ۲۰۱۰ میلادی ۴۶٬۲۳۷ نفر بوده است.